# Kalle Westerdahl
Carl Fredrik Åke Sture (Kalle) Westerdahl, född 4 augusti 1966 i Askims församling, är en svensk skådespelare och radioprofil.
Westerdahl, som är uppväxt i Täby. gick ut Teaterhögskolan i Stockholm 1992.
Han har turnerat med monologen Man i djungeln.

## Filmografi i urval
- 1988 – Xerxes (TV-serie)
- 1989 – Täcknamn Coq Rouge
- 1993 – Allis med is (TV-serie)
- 1994 – Bert (TV-serie, Roffe)
- 1994 – Sommarmord
- 1994 – Rapport till himlen (TV-serie)
- 1998 – Pip-Larssons (TV-serie)
- 1999 – Faust i Piteå (TV)
- 2000 – Pistvakt – En vintersaga (TV-serie gästroll)
- 2000 – I väntan på bruden
- 2001 – Humorlabbet (TV-serie)
- 2001 – Om inte
- 2004 – Min f.d. familj (TV-serie)
- 2004 – Kyrkogårdsön
- 2004 – Falla vackert
- 2004 – Linné och hans apostlar (TV-serie)
- 2007 – En riktig jul, julkalender (Klas)
- 2008 – Allt flyter
- 2009 – Wallander – Tjuven
- 2011 – Hur många lingon finns det i världen?
- 2011 – Hotell Gyllene Knorren – filmen
- 2012 – Arne Dahl: De största vatten (TV-serie)
- 2012 – Röjar-Ralf (röst)
- 2013 – Det knullande paret
- 2013 – Sune på bilsemester
- 2014 – Micke & Veronica
- 2014 – Sune i fjällen
- 2015 – I nöd eller lust
- 2017 – Farang (TV-serie)
- 2026 – Dante (röstroll)

## Teater

### Roller (ej komplett)
| År   | Roll                                     | Produktion                                                                | Regi               | Teater                  |
| ---- | ---------------------------------------- | ------------------------------------------------------------------------- | ------------------ | ----------------------- |
| 1999 | Bellerose Robineau Baron de Casterac     | Cyrano de Bergerac Edmond Rostand                                         | Ronny Danielsson   | Dramaten                |
| 2001 | Unge mannen Marmion Hotellkypare Expedit | Komisk talang (Comic Potential) Alan Ayckbourn                            | Agneta Ehrensvärd  | Dramaten                |
| 2006 | Rinaldo                                  | Slutet gott, allting gott (All's Well That Ends Well) William Shakespeare | Thomas Segerström  | Romateatern             |
| 2007 | Gilbert                                  | Alla var där (Anyone for Breakfast?) Derek Benfield                       | Figge Norling      | Mellanfjärdsteatern     |
| 2011 |                                          | Människans bästa vän Mikael Syrén och Kalle Westerdahl                    | Mikael Syrén       | Teater Brunnsgatan Fyra |
| 2015 | Hacke                                    | Salamandern Mikael Syrén och Kalle Westerdahl                             | Mikael Syrén       | Teater Brunnsgatan Fyra |
| 2015 | Bruno                                    | Rädsla urholkar själen Irena Kraus                                        | Nadja Weiss        | Stockholms stadsteater  |
| 2018 | Polismästaren                            | LasseMaja och Hamletmysteriet Jonna Nordenskiöld och Martin Widmark       | Jonna Nordenskiöld | Dramaten                |
| 2025 | Revisorn                                 | Revisorn i Rio Mikael Syrén och Kalle Westerdahl                          | Mikael Syrén       | Teater Brunnsgatan Fyra |